# Hoogeind (Veldhoven)
Hoogeind is een gehucht behorende tot de gemeente Veldhoven.
Het ligt ten noordwesten van het dorp Oerle.
Bij Hoogeind ligt de windmolen Sint Jan, een achtkantige korenmolen.
De molen is van het type stellingmolen en werd tussen 1985 en 1991 gebouwd met onderdelen van enige gesloopte molens.

Hoofdplaats: Veldhoven

Buurtschappen: Berkt · Halfmijl · Heers · Hoogeind · Scherpenering · Schoot · Toterfout · Vliet · Zandoerle · Zittard

Voormalige gemeenten: Oerle · Veldhoven en Meerveldhoven · Zeelst

Noord-Brabant: Steden en dorpen      Nederland: Provincies · Gemeenten